# Agente de corte
Um agente de corte é um produto químico usado para diluir ou adulterar drogas recreativas. Geralmente, são substâncias mais baratas que a droga que está sendo adulterada. 

## Visão geral
O modelo clássico de corte de drogas, de acordo com Preble e Casey (1969), refere-se à maneira como as drogas ilícitas são diluídas em cada estágio da cadeia de distribuição. 
Os mercados de drogas mudaram consideravelmente desde os anos 80, havendo maior concorrência, e uma mudança de mercados altamente estruturados (e, portanto, controlados) para mercados bastante fragmentados. Muitas drogas que chegam às ruas contém agentes de corte que foram incluídos ainda na fase de fabricação/produção, e isso pode ser mais uma questão de adulterar a droga com outra substância projetada para atrair o consumidor, em vez de diluentes simples que aumentam o lucro do vendedor. A extensão do corte varia significativamente ao longo do tempo, mas, nos últimos 15 anos, drogas como heroína e cocaína costumam atingir o nível de pureza na faixa dos 50%. A pureza da heroína em 50% não significa 50% de agentes de corte; outros adulterantes poderiam incluir outros subprodutos opiáceos da produção de heroína a partir do ópio. Coomber (1997d), depois de reexaminar as apreensões de heroína no Reino Unido, relatou que quase 50% das amostras não tinham agentes de corte presentes. Isso significa que 50% da heroína de rua no Reino Unido, em 1995, passou do produtor para o usuário sem ser cortada em nenhum estágio, embora outros agentes adulteradores possam estar presentes. Outra pesquisa de Coomber (1997b) descreveu como os traficantes de drogas obtém lucro de maneiras diversas sem ter que recorrer ao corte das drogas que vendem. 
A cocaína é normalmente cortada com várias substâncias, como amido de milho, leite em pó e outras substâncias comuns e fáceis de se obter.
Ao escolher um agente de corte, o fabricante ou distribuidor da droga idealmente tentaria encontrar um produto químico barato, fácil de obter, relativamente não tóxico e que imitasse os atributos físicos do medicamento a ser adulterado. Por exemplo, se um medicamento é solúvel em água, o adulterante preferido também deve ser solúvel em água. Pontos de fusão e ebulição semelhantes também são importantes se a droga for fumada.